# Szczepki (SIMC 0762833)
Szczepki – osada leśna w Polsce położona w województwie podlaskim, w powiecie augustowskim, w gminie Nowinka.
Szczepki o identyfikatorze SIMC 0762833 są jedną z dwóch osad leśnych o tej nazwie w tej samej gminie. Drugą osadą leśną są Szczepki o identyfikatorze SIMC 1010845. W gminie Nowinka istnieje też wieś Szczepki.